# Le violette sono blu
Le violette sono blu (Violets Are Blue) è un film del 1986 diretto da Jack Fisk; il film è conosciuto anche con il titolo Nostalgia di un amore. 

## Trama
Dopo quindici anni di viaggi in giro per il mondo come fotoreporter, la single Gussie torna per una breve vacanza nella natale Ocean City, località costiera del Maryland. Qui ritrova Henry, suo ex fidanzato, ora giornalista affermato, sposato e padre di un figlio preadolescente. 